# TG Saar

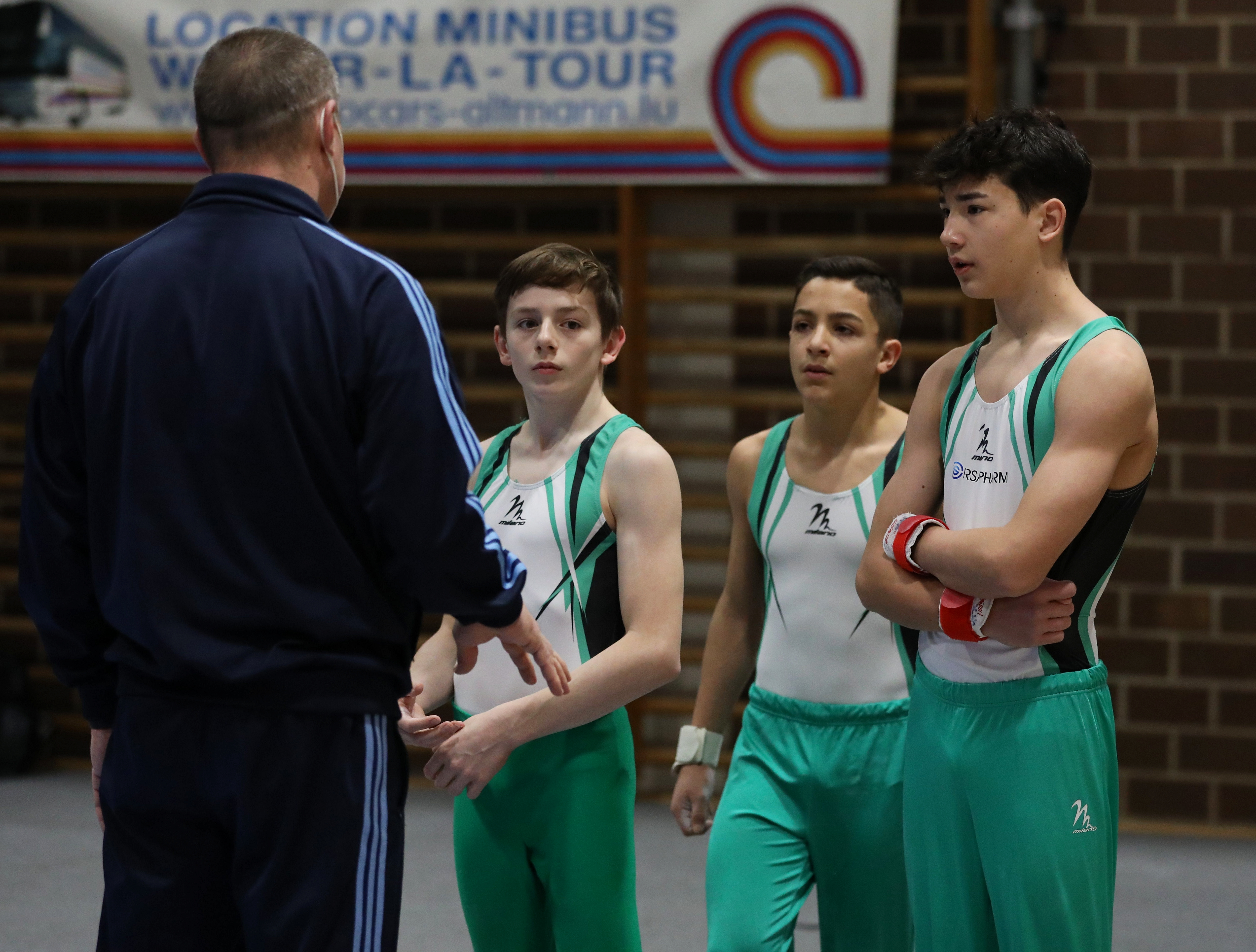
Turner der TG Saar bei einem internationalen Wettkampf in Bettemburg.

Die Turngemeinschaft Saar (kurz: TG Saar) ist eine deutsche Turngemeinschaft aus dem Saarland, die größtenteils aus Turnvereinen aus dem Landkreis Saarlouis besteht. Sie turnt in der 1. Bundesliga und trägt ihre Wettkämpfe in Dillingen/Saar aus.

## Historie
Die TG Saar wurde 1974 gegründet. Zwei Jahre später turnte die TG bereits zum ersten Mal in der 1. Bundesliga. 1978 gelang ihr mit dem dritten Rang die erste Platzierung unter den besten drei deutschen Turnvereinen. Bereits 1980 wurde die TG Saar Deutscher Vizemeister, ehe sowohl 1981 als auch 1982 der Gewinn der Meisterschaft gelang. Weitere Top-Platzierungen waren der vierte Platz, den die TG 1984 und 1985 erreichte. 1990 wurde die Mannschaft Achter in der nunmehr eingleisigen Bundesliga, die zuvor in einer Nord- und einer Südstaffel ausgetragen wurde, und stieg damit in die 2. Bundesliga ab. Erst 1997 gelang wieder der Aufstieg in die 1. Liga, im Kader war dabei der dreifache Olympiasieger Sergei Charkow, der von 1994 bis 2006 für die TG turnte. 2007 wurde die TG Saar zum zweiten Mal Vizemeister und wiederholte diesen Erfolg nochmals 2011, 2015, 2016, 2017 und 2019. Im Jahr 2012 gelang der TG Saar indes der dritte Meistertitel. Zur Meistermannschaft zählten 2012 unter anderem Anton Fokin und Eugen Spiridonov. 2020 folgte der vierte Meisterschaftstitel, nachdem das Saisonfinale aufgrund der COVID-19-Pandemie nicht ausgetragen werden konnte. Zur aktuellen Mannschaft gehören neben Spiridonov noch unter anderem Nikita Nagorny und Olympiasieger Oleh Wernjajew.
2013 und 2017 wurde die TG Saar zur saarländischen Mannschaft des Jahres gewählt.

## Erfolge
- Deutscher Meister: 1981, 1982, 2012, 2020
- Deutscher Vizemeister: 1980, 2007, 2011, 2015, 2016, 2017, 2019

## Auszeichnungen
- Saarländische Mannschaft des Jahres: 2013, 2017